# Masques de clown
Masques de clown est un roman de science-fiction, écrit par Joël Houssin et publié en 1982, aux éditions Fleuve noir, dans la collection « Anticipation ».

## Résumé
Les colons partis extraire du minerai sur d’autres planètes sont atteints d’un mal inconnu qui les fait régresser mentalement vers un état végétatif. Ils sont alors envoyés et abandonnés sur la planète Clown, pour y terminer leur existence. La découverte, près d’une base militaire, d’un colon revenu inexplicablement sur Terre après son séjour sur cette planète mouroir, inquiète les autorités qui dépêchent un groupe de spécialistes pour élucider ce mystère. Ces derniers vont se retrouver face à une menace qui pourrait bien mettre en péril l’humanité tout entière.